# Unione Sportiva Cremonese 1926-1927
Questa voce raccoglie le informazioni riguardanti l'Unione Sportiva Cremonese nelle competizioni ufficiali della stagione 1926-1927.

## Stagione
Nella stagione 1926-1927 la Cremonese disputa il girone B del campionato di Divisione Nazionale. Ma Eugen Payer deve fare i conti con una formazione indebolita. Joszef Jeszmas torna a giocare in Ungheria, Giovanni Puerari deve svolgere il servizio militare a Roma e ottiene di essere ceduto ai romani della Fortitudo. In compenso resta l'altro asso magiaro Gyula Wilhelm, mentre Luigi Oscar Moroni arriva dal Vicenza e Guglielmo Borgo dal Torino. I grigiorossi chiudono il campionato penultimi al 9º posto con 12 punti in classifica. Il 16 gennaio la Cremonese in crisi gioca a Padova un delicato scontro salvezza, su un campo completamente innevato, perde (5-2), ma sporge reclamo, accolto, perché l'arbitro Umberto Gama ha fatto disputare una gara che andava sospesa per la neve, quindi da ripetere. Ma anche la ripetizione il 20 febbraio termina (4-1) per i biancoscudati. La Cremonese retrocede in Prima Divisione sul campo, con la Fortitudo di Roma, ma in seguito sono state entrambe riammesse nella massima serie per allargamento dei quadri.

## Divise
| Prima divisa |

## Rosa
| N. |                   | Ruolo | Calciatore           |
| -- | ----------------- | ----- | -------------------- |
|    | Italia (bandiera) | P     | Dario Compiani       |
|    | Italia (bandiera) | P     | Mandelli             |
|    | Italia (bandiera) | D     | Attilio Ravani (II)  |
|    | Italia (bandiera) | D     | Ottorino Ravani (I)  |
|    | Italia (bandiera) | C     | Pietro Balestreri    |
|    | Italia (bandiera) | C     | Giuseppe Bonizzoni   |
|    | Italia (bandiera) | C     | Guglielmo Borgo      |
|    | Italia (bandiera) | C     | Cesare Cassanelli    |
|    | Italia (bandiera) | C     | Battista Perotti     |
|    | Italia (bandiera) | C     | Giuseppe Puerari (I) |
|    | Italia (bandiera) | D     | Secondo Talamazzini  |

| N. |                     | Ruolo | Calciatore          |
| -- | ------------------- | ----- | ------------------- |
|    | Italia (bandiera)   | A     | Alberto Albertoni   |
|    | Italia (bandiera)   | A     | Ercole Bodini (I)   |
|    | Italia (bandiera)   | C     | Luigi Cabrini       |
|    | Italia (bandiera)   | C     | Pietro Dalle Vedove |
|    | Italia (bandiera)   | C     | Piero Mondini       |
|    | Italia (bandiera)   | A     | Luigi Oscar Moroni  |
|    | Italia (bandiera)   | A     | Andrea Poli         |
|    | Italia (bandiera)   | C     | Pietro Sbalzarini   |
|    | Italia (bandiera)   | A     | Mariano Tansini     |
|    | Ungheria (bandiera) | A     | Gyula Wilhelm       |
|    | Italia (bandiera)   | A     | Alessandro Zini     |

## Risultati

### Divisione Nazionale

#### Girone di andata
| Arbitro: | Lenti (Genova) |

|           |           |                                 |
| Boros 15’ | Marcatori | 75’ (aut.) Corbjons 85’ Tansini |

| Arbitro: | Casetta (Milano) |

|  |           |                      |
|  | Marcatori | 16’ (rig.) Libonatti |

| Arbitro: | Sguerso (Savona) |

|                  |           |  |
| Santagostino 29’ | Marcatori |  |

| Arbitro: | A.Gama (Milano) |

|               |           |  |
| E. Bodini 44’ | Marcatori |  |

| Arbitro: | Turbiani (Ferrara) |

|  |           |                              |
|  | Marcatori | 3’ G. Monti II 40’ A. Busini |

| Arbitro: | Actis (Vercelli) |

|                           |           |          |
| G. Poggi 32’ Cimbrico 52’ | Marcatori | 73’ Poli |

| Arbitro: | Montessoro (Torino) |

|                           |           |  |
| E. Carzino 88’ Raggio 89’ | Marcatori |  |

| Arbitro: | U.Gama (Milano) |

|  |           |             |
|  | Marcatori | 44’ Paolini |

| Arbitro: | Minoli (Torino) |

|             |           |  |
| Cabrini 37’ | Marcatori |  |

#### Girone di ritorno
| Arbitro: | Dani (Genova) |

|                      |           |  |
| E. Bodini 49’ (rig.) | Marcatori |  |

| Arbitro: | Sani (Ferrara) |

|                                                                            |           |               |
| Libonatti 1’, 14’ G. Rossetti 9’, 79’, 82’ Carrera 17’ Baloncieri 19’, 40’ | Marcatori | 85’ Albertoni |

| Arbitro: | Mattea (Casale Monferrato) |

|                   |           |                       |
| Ravani 37’ (rig.) | Marcatori | 20’ Savelli 51’ Hajós |

| Arbitro: | Sganzetta (Torino) |

|                                     |           |                          |
| Giordani 14’ Schiavio 35’, 37’, 42’ | Marcatori | 31’ E. Bodini 70’ Moroni |

| Arbitro: | Mattea (Casale Monferrato) |

|                                              |           |             |
| F. Monti 33’, 65’ Veronese 80’ A. Busini 87’ | Marcatori | 29’ Cabrini |

| Arbitro: | Guarnieri (Milano) |

|                                    |           |            |
| Wilhelm 5’ Perotti 58’ Tansini 83’ | Marcatori | 43’ Noceti |

| Arbitro: | Sganzetta (Torino) |

|                                           |           |  |
| Wilhelm 15’ Moroni 34’, 69’ E. Bodini 55’ | Marcatori |  |

| Arbitro: | Caironi (Milano) |

|                                                    |           |  |
| Paolini 18’ (rig.) Palandri 25’, 52’ Silvestri 66’ | Marcatori |  |

| Arbitro: | Mattea (Casale Monferrato) |

|                           |           |             |
| Chierico 57’ Cattaneo 67’ | Marcatori | 90’ Tansini |

## Statistiche

### Statistiche di squadra
| Competizione                   | Punti | In casa | In casa | In casa | In casa | In casa | In casa | In trasferta | In trasferta | In trasferta | In trasferta | In trasferta | In trasferta | Totale | Totale | Totale | Totale | Totale | Totale | DR  |
| Competizione                   | Punti | G       | V       | N       | P       | Gf      | Gs      | G            | V            | N            | P            | Gf           | Gs           | G      | V      | N      | P      | Gf     | Gs     | DR  |
| ------------------------------ | ----- | ------- | ------- | ------- | ------- | ------- | ------- | ------------ | ------------ | ------------ | ------------ | ------------ | ------------ | ------ | ------ | ------ | ------ | ------ | ------ | --- |
| Divisione Nazionale - girone B | 12    | .       | .       | .       | .       | .       | .       | .            | .            | .            | .            | .            |              | 18     | 6      | 0      | 12     | 19     | 35     | -16 |
| Coppa Italia                   | .     | .       | .       | .       | .       | .       | .       | .            | .            | .            | .            | .            | .            | .      | .      | .      | .      | .      | .      | -   |
| Totale                         | .     | .       | .       | .       | .       | .       | .       | .            | .            | .            | .            | .            | .            | .      | .      | .      | .      | .      | .      | -   |

### Statistiche dei giocatori
| Giocatore | Divisione Nazionale | Divisione Nazionale | Coppa Italia | Coppa Italia | Totale   | Totale |
| Giocatore | Presenze            | Reti                | Presenze     | Reti         | Presenze | Reti   |
| --------- | ------------------- | ------------------- | ------------ | ------------ | -------- | ------ |
| . Cognome | 0                   | 0                   | 0            | 0            | 0        | 0      |
| . Cognome | 0                   | 0                   | 0            | 0            | 0        | 0      |
| . Cognome | 0                   | 0                   | 0            | 0            | 0        | 0      |